# Luis Flores (Fußballspieler, 3. Mai 1982)
Luis Reinaldo Flores Abarca (* 3. Mai 1982 in Santiago) ist ein ehemaliger chilenischer Fußballspieler. Der Stürmer bestritt zwei Länderspiele für die chilenische Fußballnationalmannschaft, in denen er einen Treffer erzielte.

## Karriere

### Verein
Luis Flores, auch als Pistolero bekannt, begann seine Profikarriere im Alter von 17 Jahren beim CD Palestino und spielte vier Jahre für den Klub. Nach weiteren Stationen in den verschiedenen Ligen Chiles und in Mexiko kam er 2007 zu Ñublense, wo er an der Seite von Sturmpartner Manuel Villalobos gute Leistungen zeigte. Anfang 2009 erlitt er einen Herzinfarkt, der ihn mehrere Monate zu einer Pause zwang. Gegen den Rat der Ärzte kehrte er auf den Platz zurück und verlängerte seinen Vertrag bis 2011. Anschließend beendete er aufgrund des zu hohen gesundheitlichen Risikos seine Karriere. Vier Jahre nach seinem Karriereende trat Flores vom Rücktritt zurück und spielte bei Ñublense bis 2017, wo er endgültig seinen Rücktritt bekannt gab.

### Nationalmannschaft
Für die chilenische Nationalmannschaft bestritt Flores im Mai 2007 zwei Freundschaftsspiele jeweils gegen Kuba. Bei seinem Debüt erzielte der Offensivakteur den Treffer zum 3:0-Endstand.